# Lilienfischgambiet
Het Lilienfischgambiet is in de opening van een schaakpartij een variant in de schaakopening Caro Kann en het heeft als beginzetten: 1.e4 c6 2.d4 d5 3.f3 e6 4.Le3 de 5.Pd2
Eco-code B 12.